# Avalon (ostrov)

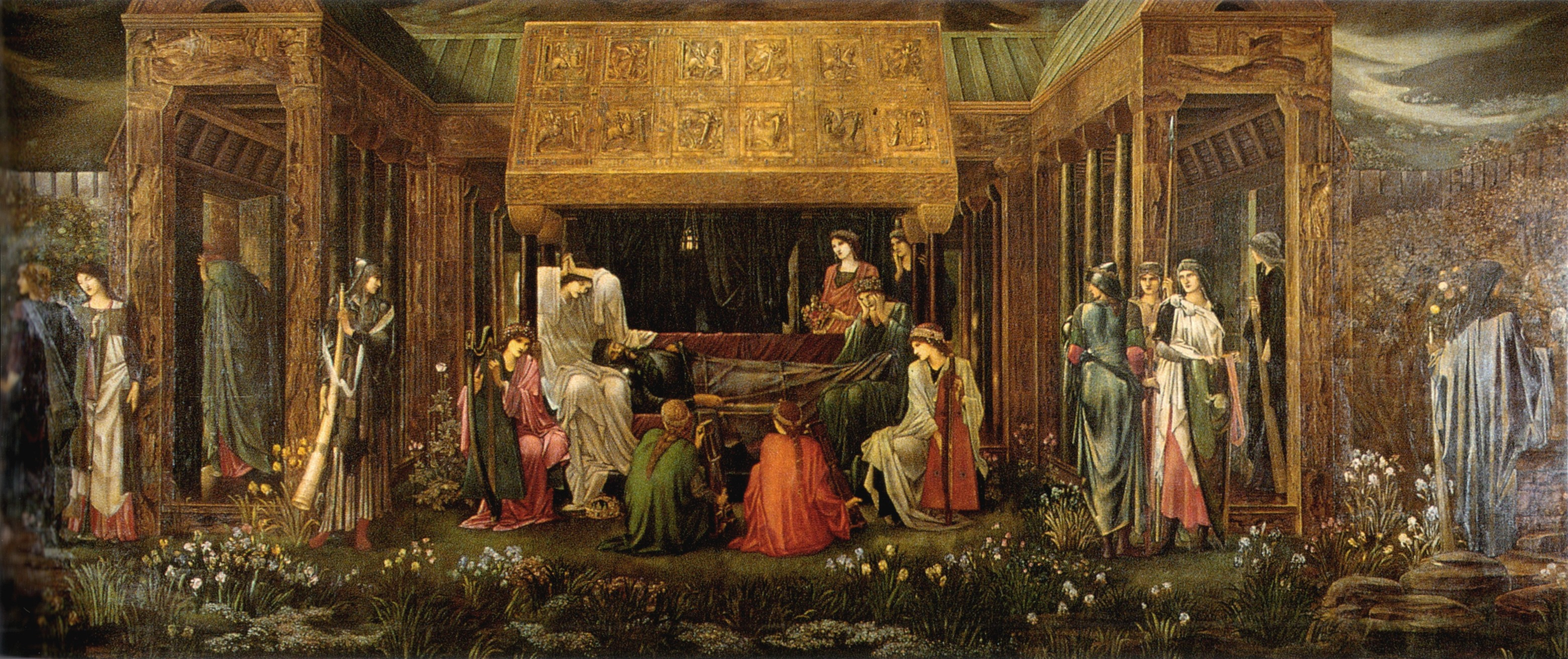
Obraz The Last Sleep of Arthur in Avalon („Artušův poslední spánek na Avalonu“) od Edwarda Burne-Jonese

Avalon je legendární ostrov artušovských legend. Název ostrova je pravděpodobně odvozen z keltského slova abal, tzn. jablko, kterými byl tento ostrov znám. V symbolice jablka se tak prolíná keltská i křesťanská symbolika, přičemž u křesťanských autorů docházelo i k ovlivnění řeckou mytologií. V literatuře se ostrov Avalon poprvé objevuje v díle Historia Regum Britanniae (pravděpodobně kolem roku 1136), jehož autorem je Geoffrey z Monmouthu.

## Legendy
Artušovská legenda praví, že bájný ostrov Avalon je místem posledního odpočinku legendárního krále Artuše a jeho ženy. Toto tvrzení vzniklo na základě hledání posledního místa odpočinku krále Artuše, které popisuje na sklonku 12. století v roce 1195 Giraldus Cambrensis ve svých poznámkách.